# FR 42 (torpediniera)
La FR 42 è stata una torpediniera della Regia Marina, ex unità francese. 

## Storia
Costruita tra il 1933 ed il 1936, la nave originariamente si chiamava La Pomone ed apparteneva alla classe di torpediniere La Melpomène, caratterizzate da gravi problemi di stabilità e tenuta al mare.
L'8 dicembre 1942 la torpediniera, nell'ambito delle operazioni dell'occupazione italo-tedesca della Francia di Vichy e dei suoi territori nordafricani, venne catturata a Biserta, insieme alle gemelle Bombarde e L'Iphigenie, dalle truppe tedesche. Queste trasferirono le unità ex francesi, venti giorni più tardi, alla Regia Marina, sotto la quale La Pomone assunse la nuova denominazione di FR 42. All'armamento delle navi vennero apportate alcune modifiche, quali l'imbarco di due mitragliere da 37 mm e la sostituzione dei pezzi da 100/45 con altrettanti da 100/60. Le tre unità prestarono servizio solo per pochi mesi sotto bandiera italiana, senza prendere parte ad eventi bellici di rilievo.
Il 6 aprile 1943 la torpediniera, così come le navi gemelle, venne trasferita alla Kriegsmarine, che le riclassificò dapprima navi scorta veloci, ribattezzando SG 47 la FR 42, per poi restituire loro, il 15 maggio 1943, la classificazione di torpediniere: la SG 47 divenne quindi TA 10. Le tre navi vennero quindi sottoposte a lavori di rimodernamento, quali l'eliminazione dei tubi lanciasiluri, l'imbarco del radar ed il potenziamento dell'armamento contraereo con 2 mitragliere da 37 mm e 14 da 20 mm.
Successivamente all'armistizio la TA 10, operante in Egeo al comando del tenente di vascello Jobst Hahndorff, venne coinvolta nella tragedia della motonave Donizetti. La sera del 22 settembre 1943 la motonave Donizetti ed il piroscafo Ditmarschen lasciarono Rodi scortate dalla TA 10, per trasportare al Pireo dei prigionieri italiani, 1584 dei quali erano stati stipati sulla Donizetti (altre fonti indicano invece la cifra di 1835). Nella notte tra il 22 ed il 23 settembre, intorno all'una, il piccolo convoglio venne attaccato con cannone e siluro dal cacciatorpediniere britannico Eclipse: la TA 10, colpita ripetutamente e ridotta ad un relitto prima di poter reagire, venne portata ad incagliarsi sui bassifondali della vicina località di Prassonissi, nella baia di Prassos (rimasero emergenti sovrastrutture e fumaiolo), mentre la Donizetti si capovolse ed affondò portando con sé tutti gli uomini a bordo: i 1584 (o 1835) prigionieri e gli oltre 220 tedeschi di guardia e dell'equipaggio.
Il relitto della TA 10, non essendo recuperabile, venne minato e fatto saltare in aria dall'equipaggio pochi giorni dopo, il 25 od il 27 settembre 1943.